# St.-Georgii-Kapelle (Wernigerode)

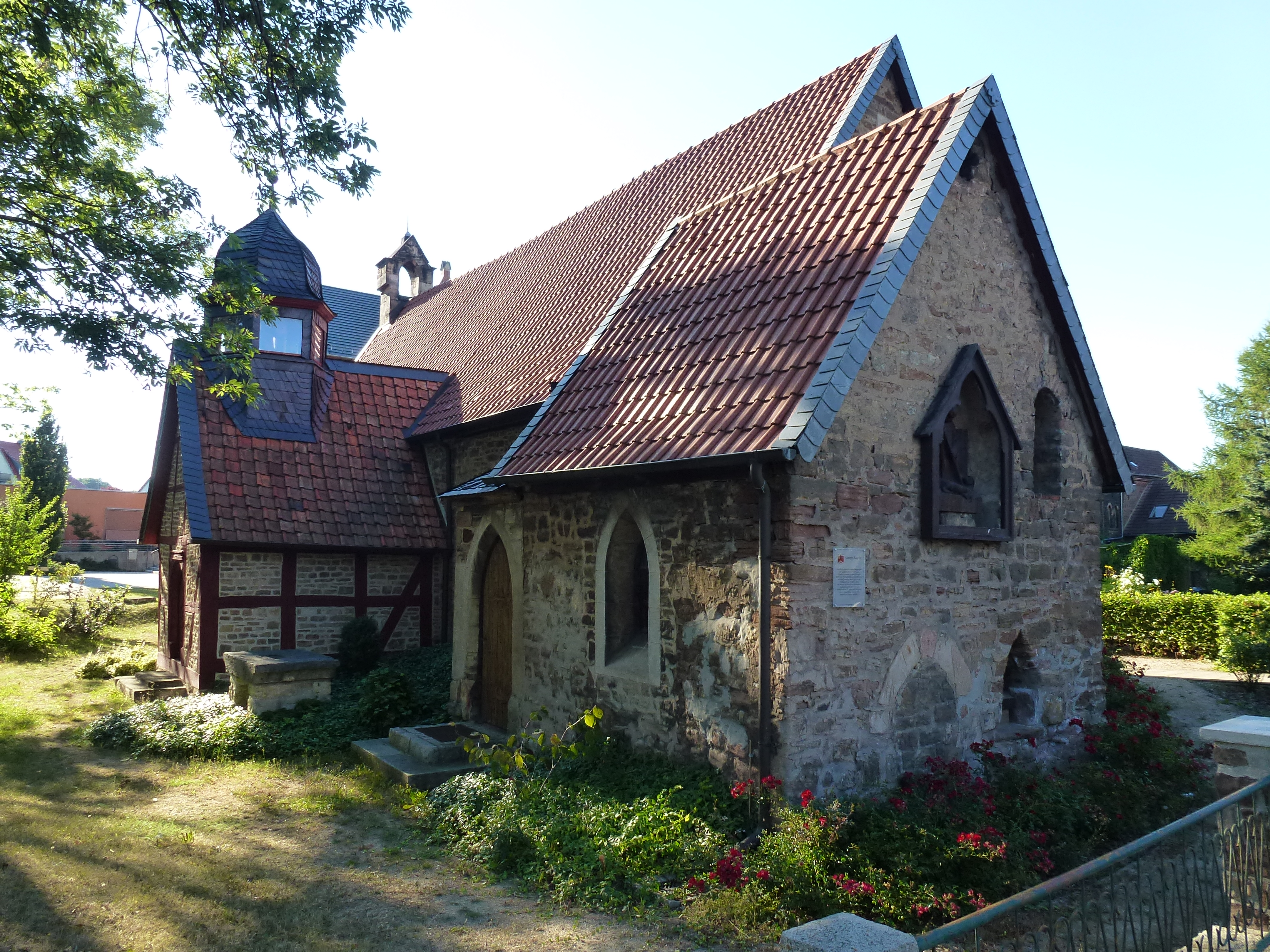
St.-Georgii-Kapelle Wernigerode

Die Wernigeröder St.-Georgii-Kapelle liegt an der Graf-Henrich-Brücke der Ilsenburger Straße, wo Zillierbach und Holtemme zusammenfließen.

## Geschichte
Graf Konrad IV. von Wernigerode gründete Mitte des 14. Jahrhunderts das Hospital zu St. Georgii mit der kleinen Kapelle gleichen Namens. Die erstmals 1347 urkundlich erwähnte St.-Georgii-Kapelle wurde 1635 um einen Vorhallenanbau im Fachwerkstil mit einem barocken Glockentürmchen erweitert. Im Zuge von Erneuerungs- und Erweiterungsbauten in den Jahren 1868 bis 1869 erhielt das Gebäude seine heutige Gestalt.
Die St.-Georgii-Kapelle ist heute das Gotteshaus der Evangelisch-Kirchlichen Gemeinschaft Wernigerode.

## Ausstattung
Die ursprünglich reiche und kostbare Inneneinrichtung der St.-Georgii-Kapelle wird heute teilweise in der Wernigeröder St.-Sylvestri-Kirche aufbewahrt, beispielsweise der in der ehemaligen Sakristei befindliche spätgotische Flügelaltar.